# Jai Williams
Jai Williams (ur. 11 czerwca 1995 w Filadelfii) – amerykański koszykarz występujący na pozycjach silnego skrzydłowego lub środkowego.
13 sierpnia 2018 został zawodnikiem Polpharmy Starogard Gdański. 7 września rozwiązał umowę z klubem z powodów rodzinnych.

## Osiągnięcia
Stan na 1 września 2018, na podstawie, o ile nie zaznaczono inaczej.
NCAA
- Uczestnik turnieju NCAA (2016)
- Mistrz turnieju konferencji Atlantic 10 (2016)
- Laureat nagród:
  - Robert O’Neill Memorial Award (największy postęp klubu Hawks - 2017)
  - Leahy Award (2017)
  - Clare Ariano Character Award (2018)